# Guillaume Robin
Pour les articles homonymes, voir Robin.
Guillaume Robin, architecte et maître d'œuvre angevin du XVesiècle.
Guillaume Robin doit sa célébrité au roi René qui utilisa son savoir-faire pour la réalisation de plusieurs monuments de l'Anjou.
Dès 1435, René d'Anjou demande à son maître d'œuvre, Guillaume Robin, de doubler le logis royal du château d'Angers par une galerie dont l'escalier porte sur la voûte sa devise. Il lui fait édifier également le châtelet vers 1450.
En 1453, Guillaume Robin refait le pavage du transept nord de la cathédrale Saint-Maurice d'Angers. Il édifie également dans la cathédrale, l'escalier à une volée droite d'accès à la bibliothèque, dans le transept sud. Il travailla à la construction de la cathédrale d'Angers à la même époque que le maître-verrier André Robin qui posa les vitraux de la cathédrale.
En 1454, à la fin de la guerre de Cent Ans, René Ier d'Anjou, premier du nom, hérite des ruines du château de sa mère dans la cité du Vieil-Baugé. Ce lieu était encore auréolé par la victoire française lors de la Bataille de Baugé. Il y fait construire un pavillon de chasse aux dimensions d'un manoir seigneural, qui deviendra le château de Baugé. Les travaux seront achevés en 1465.